# Bitwa pod Kumanowem
Bitwa pod Kumanowem – bitwa w czasie I wojny bałkańskiej, stoczona w dniach 23–24 października 1912 roku, pomiędzy armią osmańską a serbską.

## Przyczyny konfliktu
W I wojnie bałkańskiej, która rozpoczęła się 8 października 1912 roku, głównym celem armii serbskiej było zniszczenie głównych sił osmańskich, zanim Turcja przeprowadzi pełną mobilizację. W planach sztabu serbskiego miejscem zagłady głównych sił osmańskich miała stać się dolina Wardaru i równina Ovče Pole. 20 października 1912 roku 1 Armia serbska wkroczyła na terytorium osmańskie, a dwa dni później dotarła w okolice Kumanowa.

## Siły obu stron

### Siły serbskie
Do działań przeciwko osmańskiej Armii Wardaru głównodowodzący armii serbskiej, Radomir Putnik skierował trzy armie:
- 1 Armia (dow. następca tronu Aleksander), złożona z pięciu dywizji piechoty i dywizji kawalerii, skoncentrowana w rejonie Vranja.
- 2 Armia (dow. gen. Stepa Stepanović), złożona z jednej dywizji serbskiej i jednej bułgarskiej został rozlokowana w rejonie Kiustendiłu.
- 3 Armia (dow. gen. Božidar Janković), złożona z czterech dywizji piechoty i jednej samodzielnej brygady piechoty została podzielona na dwie części: pierwsza stacjonowała nad rzeką Toplicą, druga została rozlokowana w rejonie miasta Medveđa.

Główną siłą ofensywną armii serbskiej była 1 Armia (licząca 132 tys. żołnierzy), 2 i 3 Armia miały zabezpieczać od wschodu i od zachodu operację w Macedonii.

### Siły osmańskie
Zgodnie z planem opracowanym przez niemieckiego doradcę sztabu osmańskiego Colmara Freiherra von der Goltza siły osmańskie w Macedonii miały realizować zadania obronne i w razie zagrożenia wycofać się do Albanii. Decydujące starcie miało rozegrać się w Tracji, gdzie armia osmańska miała przeprowadzić ofensywę. Plan von der Goltza skorygował nowy szef sztabu armii osmańskiej Nazim Pasza, który podjął decyzję o ofensywie w Macedonii, która miała zaskoczyć atakujących tam Serbów. Proces mobilizacji sił osmańskich następował powoli i w chwili rozpoczęcia działań wojennych dowódca Armii Wardaru, Zeki Pasza dysponował zaledwie połową żołnierzy przewidzianych w planie mobilizacji podległych mu jednostek. 
W skład Armii Wardaru wchodziły trzy korpusy:
- V Korpus (dow. Said Pasza), złożony z czterech dywizji piechoty, stacjonujący w rejonie Štip.
- VI Korpus (dow. Cavit Pasza), złożony z dwóch dywizji piechoty, stacjonujący w rejonie Wełes.
- VII Korpus (dow. Fethi Pasza), złożony z trzech dywizji piechoty, stacjonujący wokół Kumanowa.

## Przygotowania do bitwy
Dowódca wojsk osmańskich, Zeki pasza zdecydował się zatrzymać ofensywą serbską w rejonie Kumanowa. Wieczorem 22 października, główne siły osmańskie skoncentrowały się w dolinie rzeki Pczińa. Zeki Pasza dysponował dość precyzyjnymi informacjami na temat potencjału armii serbskiej. Serbowie nie spodziewali się starcia w rejonie Kumanowa i nawet nie ufortyfikowali swoich pozycji. Co więcej, jednostki serbskie były w trakcie przegrupowywania, a znajdujące się na lewym skrzydle strategiczne wzgórze Srtevica zostało obsadzone przez nieliczne oddziały nieregularne. W nocy 22/23 października dwie osmańskie dywizje piechoty (17 dywizja piechoty i monastyrska dywizja piechoty) przekroczyły rzekę Pczińa i zajęły strategicznie położone wzgórze Zebrnjak. Kolejne dwie dywizje (13 dywizja piechoty i sztipska dywizja piechoty) pozostały na lewym brzegu Pčinji, formując prawe skrzydło wojsk osmańskich. Główne siły VII Korpusu (19 dywizja piechoty i skopijska (üskübska) dywizja piechoty) tworzyły lewe skrzydło sił osmańskich.

## Przebieg bitwy
Ranek 23 października był mglisty i wpłynął na błędne rozpoznanie przez Serbów siły stojących naprzeciw nich jednostek osmańskich. Dowództwo serbskie zlekceważyło ruchy wojsk osmańskich na swoim lewym skrzydle w przekonaniu, że to jedna z baterii artylerii, opuszczająca Stracin. Rekonesans przeprowadzony przez serbską kawalerię został odparty i przekonał Zeki Paszę, że lewe skrzydło przeciwnika jest słabo obsadzone. Około 11.00 po krótkim przygotowaniu artyleryjskim do ataku ruszyły oddziały V i VI Korpusu, mając za przeciwnika oddziały 1 dywizji dunajskiej. Po odrzuceniu jednostek serbskich, Zeki Pasza wstrzymał natarcie, czekając na wsparcie dywizji sztipskiej. Zwłoka ta pozwoliła Serbom na wzmocnienie obrony i przegrupowanie sił. Atak słabej liczebnie monastyrskiej dywizji piechoty został zatrzymany przez żołnierzy 1 dywizji dunajskiej.
Kolejny atak, który ok. 12:00 przeprowadziły oddziały VII Korpusu na pozycje dywizji morawskiej został zatrzymany przez artylerię serbską, a po przeprowadzeniu kontrataku Turków zepchnięto na pozycje wyjściowe. Część dywizji serbskich nie uczestniczyła w walkach bo ich dowódcy nie mieli pojęcia, że toczy się bitwa przeciwko głównym siłom Armii Wardaru. Dowódca 1 Armii serbskiej z dużym opóźnieniem zareagował na meldunki z dywizji dunajskiej i zdecydował się ją wesprzeć. Tylko bitności i poświęceniu żołnierzy dywizji dunajskiej Serbowie zawdzięczali zatrzymanie Turków i udaremnienie ich planów ofensywnych. Mimo niepowodzeń w pierwszym dniu operacji, Zeki Pasza zdecydował się kontynuować natarcie w przekonaniu, że kolejny dzień przyniesie korzystny dla niego przełom w bitwie.
24 października oddziały osmańskie rozpoczęły natarcie ok. 5.30. Główne siły VI Korpusu miały związać walką przeciwnika, a w tym czasie dywizja sztipska miała przeprowadzić manewr okrążający. W tym czasie jednostki dywizji dunajskiej zostały znacząco wzmocnione i z pomocą dywizji kawalerii zatrzymano atak turecki w rejonie Srtevicy.
Katastrofa wojsk osmańskich rozpoczęła się na lewym skrzydle, gdzie pogłoski o zajęciu przez Serbów Prisztiny wywołały panikę wśród Albańczyków służących w dywizji skopijskiej i ich masową dezercję. Po przybyciu na pole walki dywizji timockiej, Serbowie zaatakowali lewe skrzydło osmańskie, zmuszając przeciwnika do odwrotu. Ok. 9.30 atak na osmańskie centrum przeprowadziła druga dywizja drińska, która niedawno dotarła na pole walki. Zaatakowane przez Serbów oddziały monastyrskiej dywizji piechoty poszły w rozsypkę. Mimo wprowadzenia rezerw na zagrożony odcinek przez Zeki Paszę, nie udało się zmienić losów bitwy. Około 13:00 1 dywizja drińska zajęła strategiczne wzgórze Zebrnjak, a ok. 15.00 żołnierze 1 dywizji morawskiej wkroczyli do Kumanowa.
Odwrót wojsk osmańskich spod Kumanowa był niezorganizowany i chaotyczny. VII Korpus i część VI Korpusu kierowały się w stronę Skopje, zaś V Korpus i część VI Korpusu odchodziły na Štip i Wełes. Serbowie zaprzepaścili jednak szansę podjęcia pościgu za odstępującym przeciwnikiem i dobicia tureckiej Armii Wardaru.

## Konsekwencje bitwy

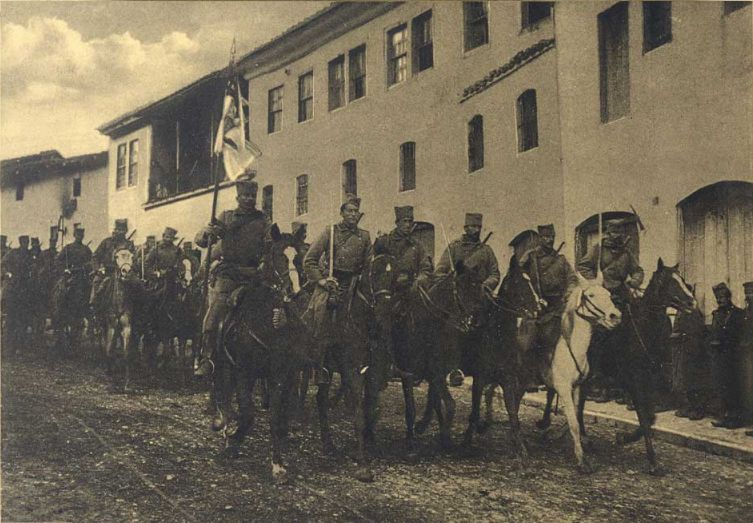
Serbska kawaleria wkracza do Skopja, 26 października 1912

Mimo zaskoczenia armii serbskiej w pierwszej fazie bitwy, plan Zeki Paszy, aby podjąć ofensywę przeciwko znacznie silniejszemu przeciwnikowi, prowadził nieuchronnie do katastrofy. Strona serbska rozpoczęła bitwę bez odpowiednich przygotowań i planu, w przekonaniu że walczy z niewielkimi siłami osmańskimi, a główne siły osmańskie stacjonują w rejonie Ovče Pole. Bitwa pod Kumanowem przesądziła o utracie Macedonii przez Turcję Osmańską, a Armia Wardaru została zmuszona do odwrotu i utraty artylerii oraz wyposażenia wojskowego. Odcięcie w toku działań wojennych zaopatrzenia z Anatolii, przesądziło o dalszych losach armii pokonanej pod Kumanowem. 26 października oddziały 1 Armii serbskiej wkroczyły do Skopja, zaś 3 Armia serbska podjęła działania zmierzające do opanowania wybrzeża albańskiego.

## Pamięć o bitwie

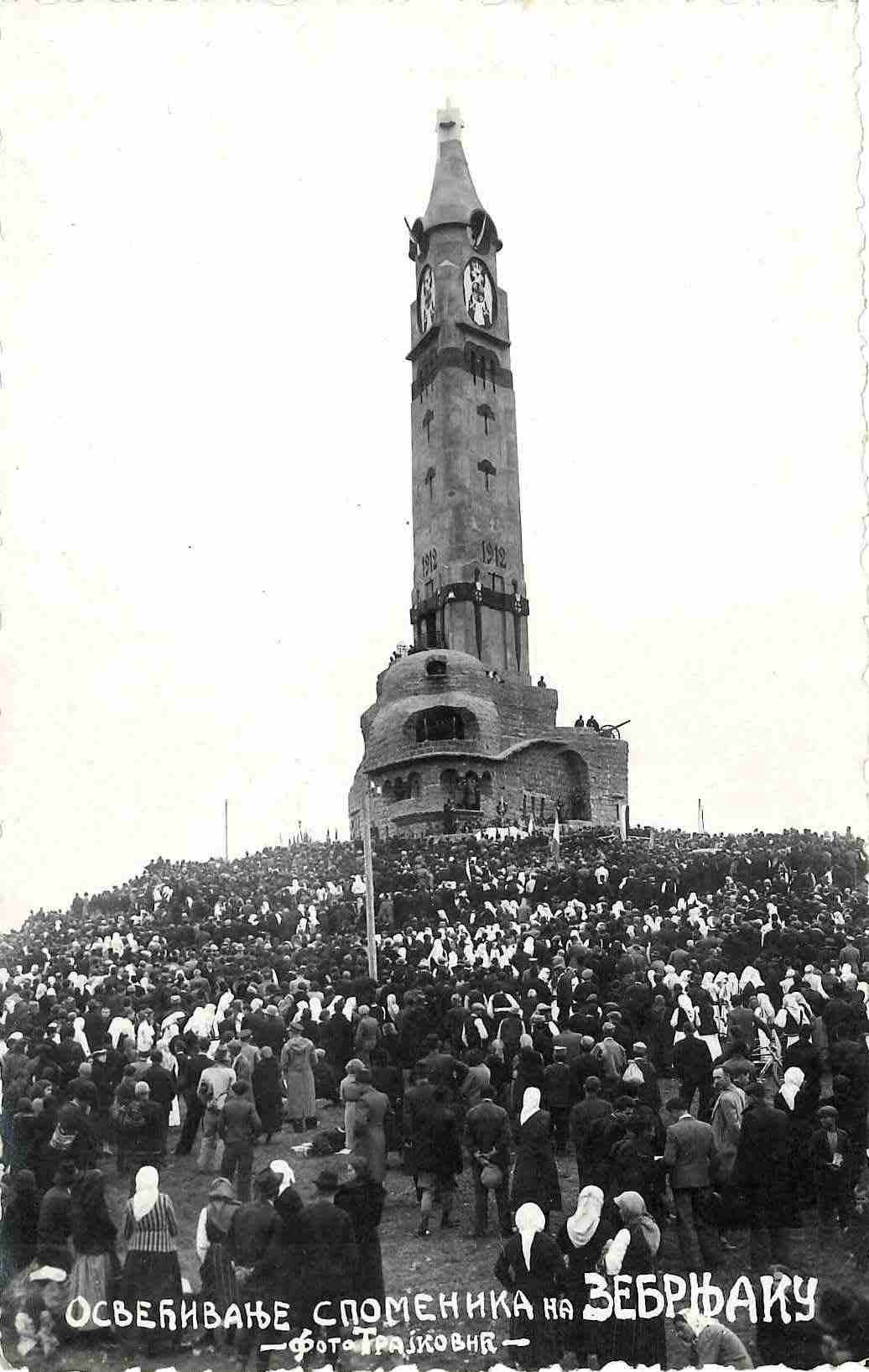
Odsłonięcie pomnika ofiar bitwy kumanowskiej

W 1937, w 25 rocznicę bitwy na wzgórzu Zebrnjak, jednym z kluczowych miejsc bitwy pod Kumanowem odsłonięto pomnik upamiętniający ofiary bitwy i zwycięstwo armii serbskiej.